# Geest-Gérompont
Geest-Gérompont [ʒeʒeʁɔ̃pɔ̃] est un village belge dans la section Geest-Gérompont-Petit-Rosière de la commune de Ramillies en Brabant wallon.

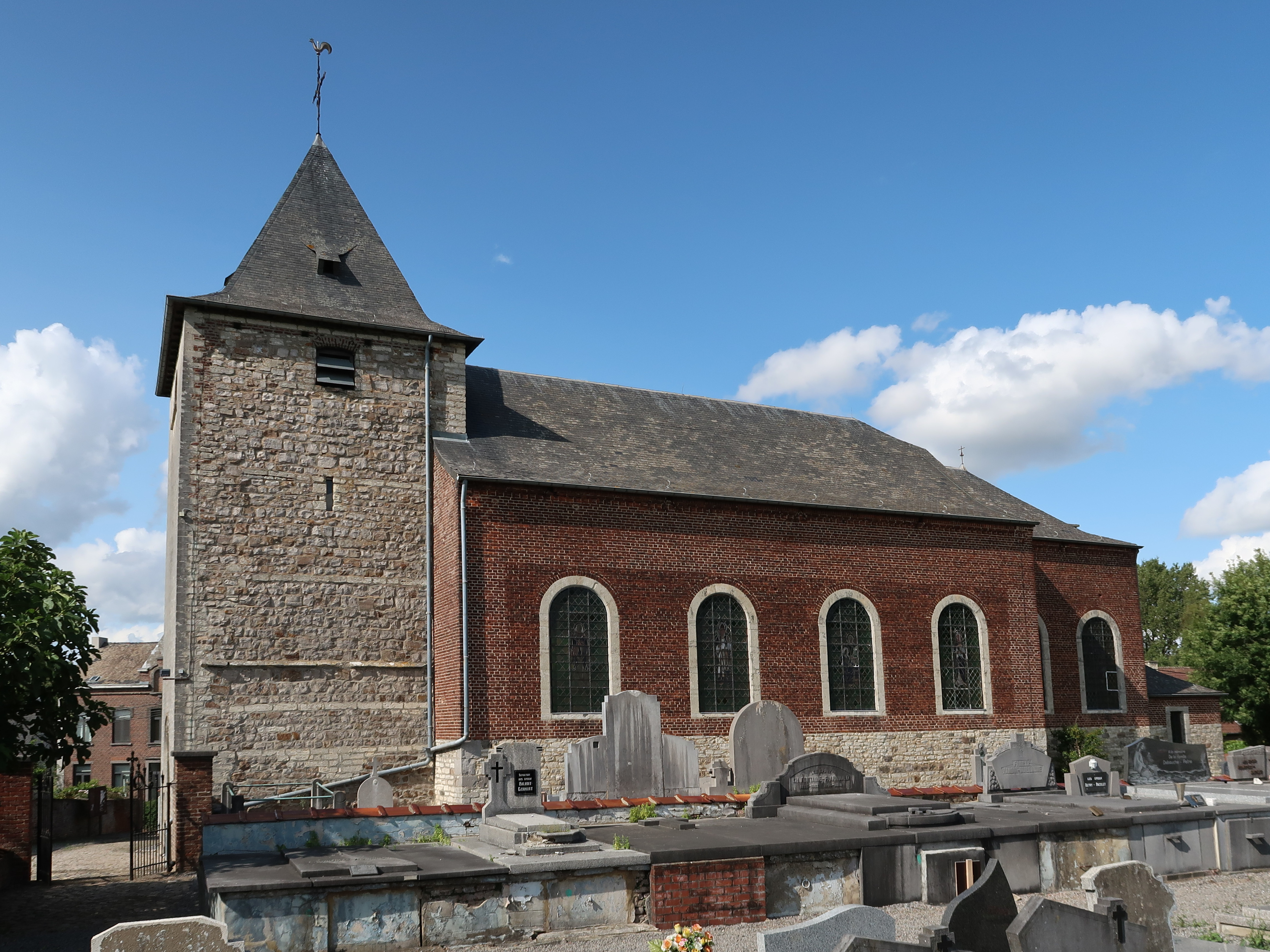
Eglise Saint-Remy, édifice du 18e siècle avec une tour romane du 12e siècle,
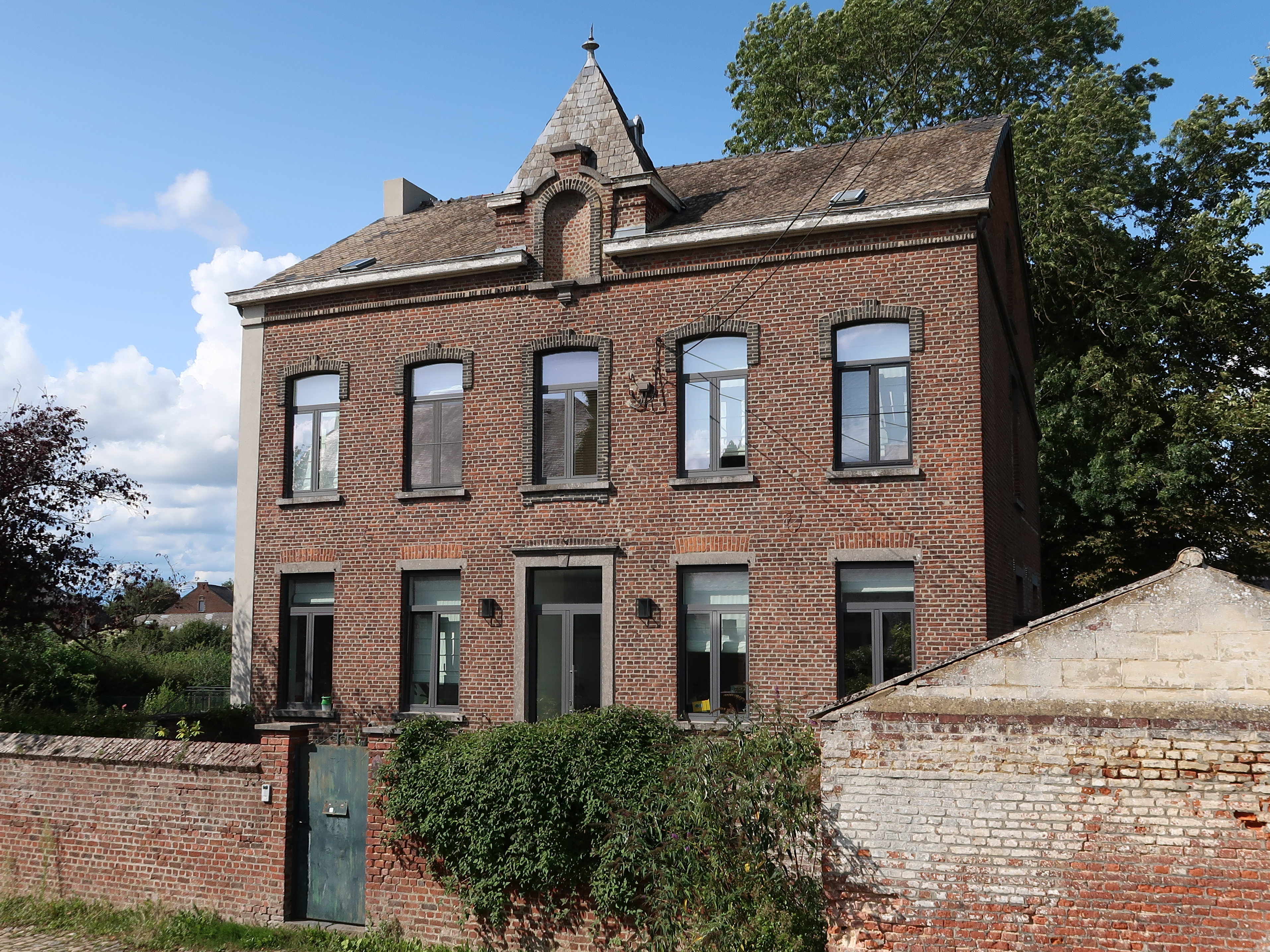
Ancien presbytère de Geest-Gérompont